# 愛甲霞
愛甲 霞（あいこう かすみ、1982年8月15日 - ）は東京都出身の日本の女子プロテニス選手、ビーチテニス選手、テニス指導者。WTAランキング最高位はシングルス616位、ダブルス875位。
8歳のときテニスを始め、朝日生命Jr.テニスクラブでテニスを学んだ。堀越高等学校を経て青山学院大学硬式庭球部に所属、4年時には主将を務める。2005年大学卒業後は同部の女子コーチに就任（2009年まで）。同時にプロに転向。（所属はインドアテニススクールを運営する VIP・TOPグループ）また上記の活動と平行して横浜国立大学大学院に進学し、健康スポーツを専攻している。WTAポイントの付く国際大会には2008年8月の須玉でのITFサーキット大会ダブルス1回戦で敗退してから参戦しておらず、2008年からは単複ともWTAランキングを失っている。2009年からはビーチテニスの選手としても活動を開始。同年9月には高校テニスの名門校として知られる湘南工科大学附属高等学校の女子テニス部監督に就任した（2010年まで）。その後2011年に結婚（現野田霞）福岡県に移住しグリーンヒルズインドアスクール、NPO法人LACにてジュニアにテニス指導を行っている。
2009年には、天才バカボン41歳の春CMに出演、2011年ウルモアCMに出演、2015年SONY携帯XperiaCMに出演するなど、メディア出演も行っている。 